# Міжштатна автомагістраль 64
Міжштатна автомагістраль 64 (Interstate 64, I-64) — міжштатна автомагістраль зі сходу на захід на сході Сполучених Штатах Америки,  довжиною 1,550.64 км. Її західний кінець знаходиться на I-70, US Route 40 (US 40) і US 61 у Венцвіллі. Його східна кінцева станція знаходиться на розв'язці Бауерс-Гілл з I-264 і I-664 на Бауерс-Гілл у Чесапіку. I-64 з'єднує Великий Сент-Луїс, агломерацію Луїсвілл, агломерацію Лексінгтон-Файетт, агломерацію Чарлстон, регіон Великий Річмонд і Гемптон-Роудс.